# Tachytes
Tachytes (лат. , от др.-греч. τᾰχῠτής «проворство») — род песочных ос из подсемейства Crabroninae (триба Larrini). Более 300 видов.

## Распространение
Всесветное. В Европе около 30 видов. Для СССР указывалось 25 видов.

## Описание
Задние глазки длинные, расстояние от них до переднего глазка меньше, чем расстояние между ними. У самок пигидальное поле в густом опушении. Переднеспинка и среднеспинка отделённые в профиль перехватом, не образуют одной правильной дуги. Ведут одиночный образ жизни, роют норки, в которых запечатывают парализованную добычу с отложенным яйцом. Ловят преимущественно саранчёвых и кузнечиков, нанося жалом удары в ганглии брюшной нервной цепочки, некоторые виды ловят мелких гусениц.

## Систематика
Более 300 видов (триба Larrini).
- Tachytes aestuans Turner, 1916 (Австралия)[4]
- Tachytes ambidens Kohl, 1884
- Tachytes approximatus Turner, 1908 (Австралия)[5]
- Tachytes argenteus Gussakovskij, 1933 (Греция, Передняя и Центральная Азия, юг Европейской части России)[6]
- Tachytes argyreus (F. Smith, 1856) (Северная Африка, Передняя и Центральная Азия, Индия, Россия)[7]
- Tachytes codonocarpi Pulawski, 1975 (Австралия)[8]
- Tachytes dispersus Turner, 1916 (Австралия)[4]
- Tachytes etruscus (Rossi, 1790) (Средиземноморье, Восточная Европа, Россия, Передняя и Центральная Азия)[7]
- Tachytes fatalis Turner, 1916 (Австралия)[4]
- Tachytes formosissimus Turner, 1908 (Австралия)[5]
- Tachytes freygessneri Kohl, 1881 (Средиземноморье)[6]
- Tachytes matronalis Dahlbom, 1845 (Средиземноморье)[9]
- Tachytes mitis Turner, 1916 (Австралия)[4]
- Tachytes obsoletus (Rossi, 1792) (Западная и Восточная Европа, Россия, Центральная Азия)[6]
- Tachytes panzeri (Dufour, 1841)
- Tachytes plutocraticus Turner, 1910
- Tachytes procerus A. Costa, 1882
- Tachytes relucens Turner, 1916
- Tachytes rubellus Turner, 1908
- Tachytes sulcatus Turner, 1916